# 13e régiment d'infanterie légère
Le 13e régiment d'infanterie légère (13e léger) est un régiment d'infanterie légère de l'armée française créé sous la Révolution sous le nom de 13e bataillon de chasseurs.

En 1854, il est transformé et prend le nom de 88e régiment d'infanterie.

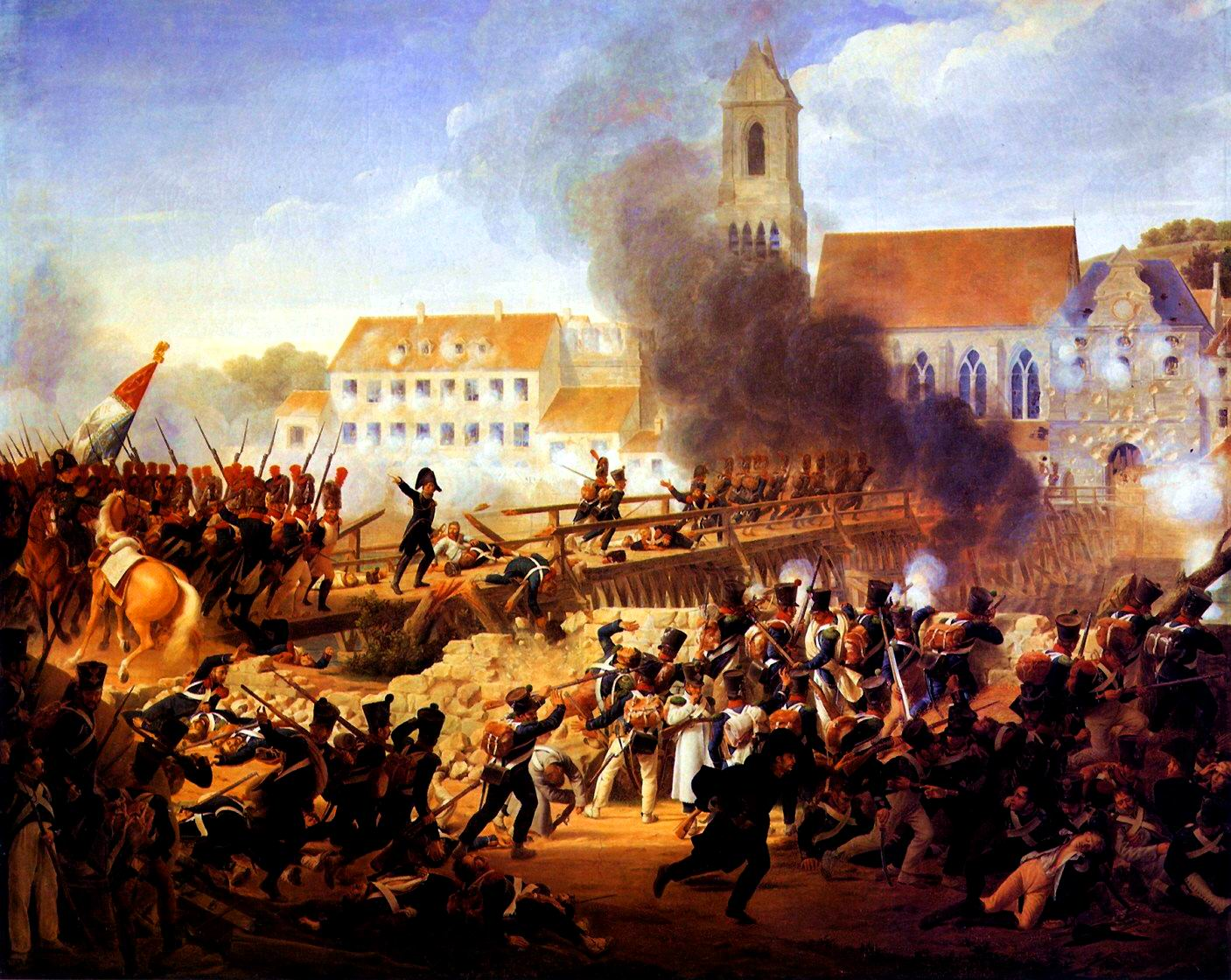
Les compagnies de grenadiers du 17e de ligne sur le pont de Landshut couvert par le 13e léger. Peinture de Louis Hersent.

## Création et différentes dénominations
- 3 août 1791  : Formation du 13e bataillon de chasseurs
- 1794 : devient la 13e demi-brigade légère de première formation
- 21 décembre 1796 : transformé en 13e demi-brigade légère de deuxième formation
- 1803 : renommée 13e régiment d'infanterie légère.
- 16 juillet 1815 : comme l'ensemble de l'armée napoléonienne, il est licencié à la Seconde Restauration
- 11 août 1815 : création de la légion des Basses-Pyrénées.
- 1820 : renommée 13e régiment d'infanterie légère.
- En 1854, l'infanterie légère est transformée, et ses régiments sont convertis en unités d'infanterie de ligne, prenant les numéros de 76 à 100. Le 13e régiment d'infanterie légère prend le nom de 88e régiment d'infanterie de ligne.

## Chefs de corps du13erégimentd'infanterie légère
- 1793 : colonel Antoine De Castillon[1]
- 1803-1804 : colonel Jean Baptiste Magnier[2]
- 1804-1805 : colonel Pierre Castex (†)
- 1805-1811 : colonel GUYARDET Pierre (*)
- 1811-1812 : colonel ARGENCE Pierre jacques (*)
- 1813 : colonel Auguste Cyprien Joseph Quandalle
- 1813-1815 : colonel GOUGEON Pierre[3].
- 1820-1823 : colonel Théophile Voirol
- 1848 : colonel Fabius Bougoud de Lamarre (12e léger) (° 1795-† 1881)

(*) Ces officiers sont devenus par la suite généraux de brigade 

(†) Cet officier est mort au combat lors de la bataille d’Austerlitz

## Historique du13erégimentd'infanterie légère

### Guerres de la Révolution et de l'Empire
- 1798 : Expédition d'Irlande
- 1805 :
  - Campagne d'Autriche
  - 2 décembre : Bataille d'Austerlitz
- 1806 : Campagne de Prusse et de Pologne
  - 14 octobre : Bataille d'Auerstaedt
- 1807
  - 8 février : Bataille d'Eylau
- 1808 :
  - Campagne en Espagne
- 1809 :
  - Campagne d'Allemagne et d'Autriche
  - 21 avril : Bataille de Landshut
  - 22 avril : Bataille d'Eckmühl
  - 6 juillet : Bataille de Wagram
- 1812 :
  - Campagne de Russie
  - 17 août : Bataille de Smolensk
  - 7 septembre : Bataille de la Moskova
  - 28 novembre : Bataille de la Bérézina
- 1813 :
  - Campagne d'Allemagne
  - 30 août : Bataille de Kulm Le 13e léger est complètement détruit.
- 1815 :
  - Campagne de Belgique
  - 18 juin : Bataille de Waterloo

Après la seconde abdication de l'Empereur, Louis XVIII réorganise de l'armée de manière à rompre avec l'héritage politico-militaire du Premier Empire.
A cet effet une ordonnance du 16 juillet 1815 licencie l'ensemble des unités militaires françaises.

### 1815 à 1848
Par ordonnance du 11 août 1815, Louis XVIII constitue les légions départementales, crée la 63e légion des Basses Pyrénées.
En 1820, la 63e légion des Basses Pyrénées est amalgamée et renommée 13e régiment d'infanterie légère.
Le 11 novembre 1843 une partie du régiment participe au combat de l'oued El Malah.

### Second Empire
Au 1er janvier 1849, le 13e léger, sous le commandement du colonel Bougourd de Lamarre est en garnison en Algérie et fait partie du Corps expéditionnaire de la Méditerranée et participe l'expédition et au siège de Rome en juin.
- En 1855, l'infanterie légère est transformée, et ses régiments sont convertis en unités d'infanterie de ligne, prenant les numéros de 76 à 100. Le 13e prend le nom de 88e régiment d’infanterie de ligne.

## Personnalités célèbres ayant servi au 13e léger
- Pierre Castex (1760-1805), colonel du 13e régiment d'infanterie légère, tué à la bataille d'Austerlitz.
- Jean-Baptiste Drouet d'Erlon (1765-1844), capitaine à la 13e demi-brigade légère le 20 avril 1794.
- Joseph Gastinieau (1789-1873), a rédigés ses mémoires en 1853 à l'intention de ses deux fils, futurs officiers, relatant son passage dans le 13e régiment d'infanterie légère. Conscrit le 16 mai 1808 au sein du 13e léger, il y restera jusqu’en 1815. Il sera nommé caporal le 1er avril 1809, fourrier en novembre 1809, sergent en février 1811 et sergent-major en août de la même année[4].
- Pierre Jules César Guyardet (1767-1813), colonel au 13e régiment d'infanterie légère, le 21 décembre 1805 jusqu'en 1810.
- Louis Marie Joseph Thévenet (1773-1846), chef de bataillon dans le 13e régiment d'infanterie légère, le 30 août 1805.

## Sources et bibliographie
- Pascal Adrien, Histoire de l'armée et de tous les régiments, volume 4.
- Nos 144 Régiments de Ligne par  Émile Ferdinand Mugnot de Lyden
- Les liens externes cités ci-dessous
- Tissot, Les Fastes de la gloire, ou les braves recommandés à la postérité; monument élevé aux défenseurs de la patrie. par une Société d'hommes de lettres et de militaires. Tome second, Ladvocat, libraire. 1819.
- Davout, Opérations du 3e corps 1806 – 1807, rapport du maréchal Davout, duc d’Auerstaedt, Paris : Calmann lévy, 1896.